# Pedro Rodríguez Vergara
Pour les articles homonymes, voir Pedro Rodríguez et Vergara.
Pedro Rodríguez Vergara, né à Lima le 25 juillet 1990, est un footballeur péruvien naturalisé néerlandais évoluant au poste de milieu de terrain. Il est international bonairien depuis 2013.

## Biographie

### Carrière en club
Parti à 8 ans à Bonaire, il fait ses débuts en championnat de Bonaire au sein de l'Atlético Tera Corá en 2007. Il y reste jusqu'en 2008 et part aux Pays-Bas. Là-bas, il joue dans des clubs amateurs (VUC Den Haag, Voetbal Club Sparta et HVV Hercules), puis retourne à Bonaire jouer pour l'Arriba Perú, club dont son père avait été le président. 
En 2014, il signe au SV Uruguay et y reste quatre saisons (jusqu'en 2017). Il continue sa carrière à l'Atlétiko Flamingo avant de retourner au SV Uruguay.

### Carrière en sélection
International bonairien depuis 2013, Pedro Rodríguez reçoit neuf sélections (pas de but marqué). Il joue notamment cinq matchs des éliminatoires de la Coupe caribéenne des nations 2014.